# Colin Edwin

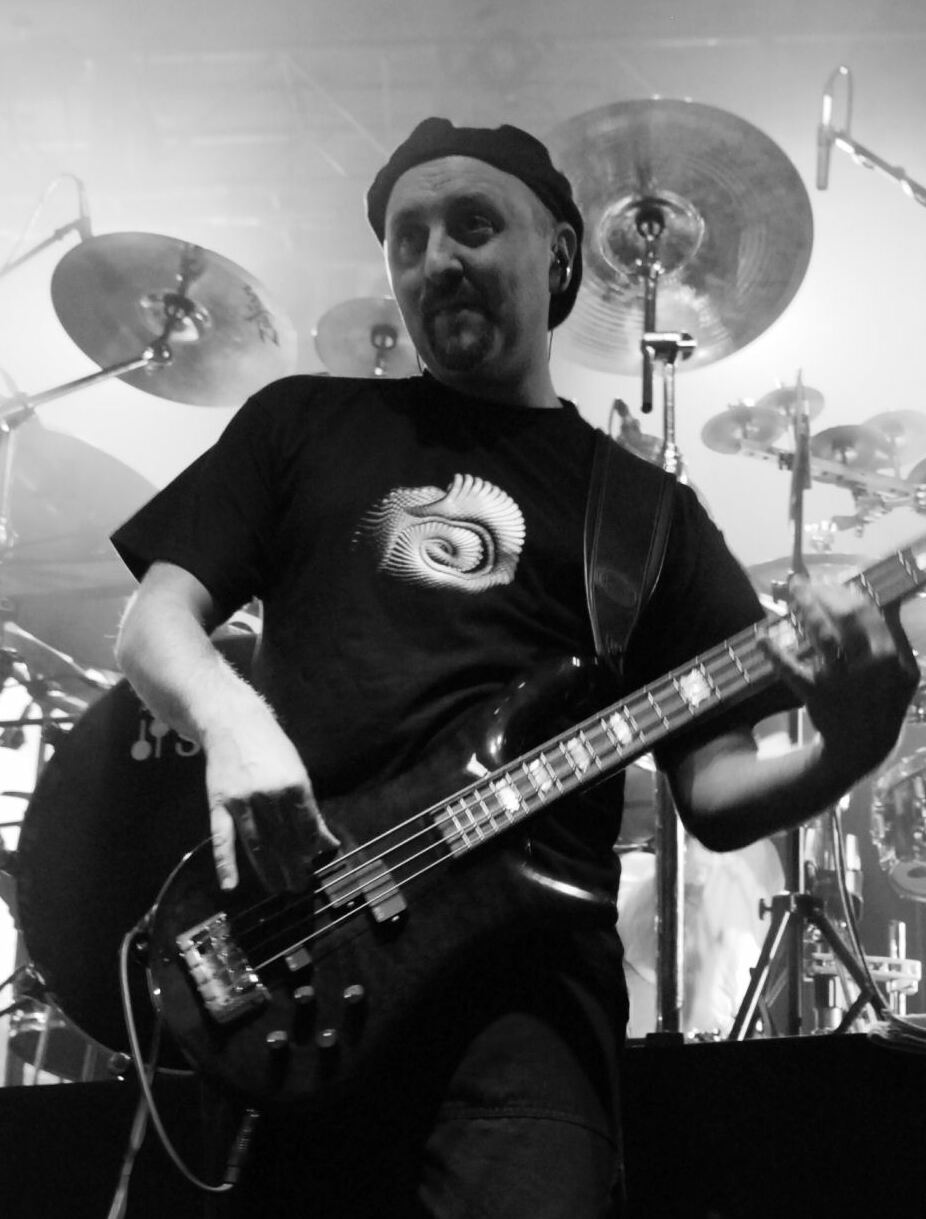
Colin Edwin, 2007

Colin Edwin (* 2. Juli 1970 in Melbourne, Australien, bürgerlicher Name Colin Edwin Balch) ist ein australischer Bassist.
Von 1993 bis 2012 war er Mitglied der britischen Progressive-Rock-Band Porcupine Tree. Davor spielte er in diversen Bands wie den Ex-Wise Heads und Random Noise Generator. 2001 bediente er den Kontrabass bei No-Man, einem Projekt des Porcupine-Tree-Bandleaders Steven Wilson. In der Band O.R.k  arbeitet er mit Pat Mastelotto, Lorenzo Esposito Fornasari (LEF) und Carmelo Pipitone seit 2015 zusammen. Seit 2019 arbeitet er an dem Album Infinite Regress mit dem Sänger PJ Peck. Edwin ist als Jazz-Fan bekannt, spielt fretted, fretless, Kontrabässe und Uprights (eine Kontrabassform ohne den Klangkörper, elektronisch abgenommen mit Piezo-Tonabnehmern und/oder klassischen Spulenabnehmern).